# Tarzan the Magnificent
Tarzan the magnificent (bra: Tarzan, o Magnífico) é um filme britânico de 1960, dirigido por Robert Day, roteirizado pelo diretor e Berne Giler, baseado no personagem Tarzan, criado por Edgar Rice Burroughs, música de Ken Jones.
Último filme de Gordon Scott como Tarzan, que seria substituído por Jock Mahoney, que neste filme interpreta o vilão.

## Sinopse
Tarzan conduz através das selvas, um grupo de pessoas, entre eles um bandido capturado, membro de violenta família, que os persegue.

## Elenco
- Gordon Scott....... Tarzan
- Jock Mahoney....... Coy Banton
- Betta St. John....... Fay Ames
- John Carradine....... Abel Banton
- Lionel Jeffries....... Ames
- Alexandra Stewart....... Laurie
- Earl Cameron....... Tate
- Charles 'Bud' Tingwell....... Conway (como Charles Tingwell)
- Al Mulock....... Martin Banton
- Gary Cockrell....... Johnny Banton
- Ron MacDonnell ……. Ethan Banton
- Harry Baird....... líder guerreiro